# Maria Himmelfahrt (Dexheim)

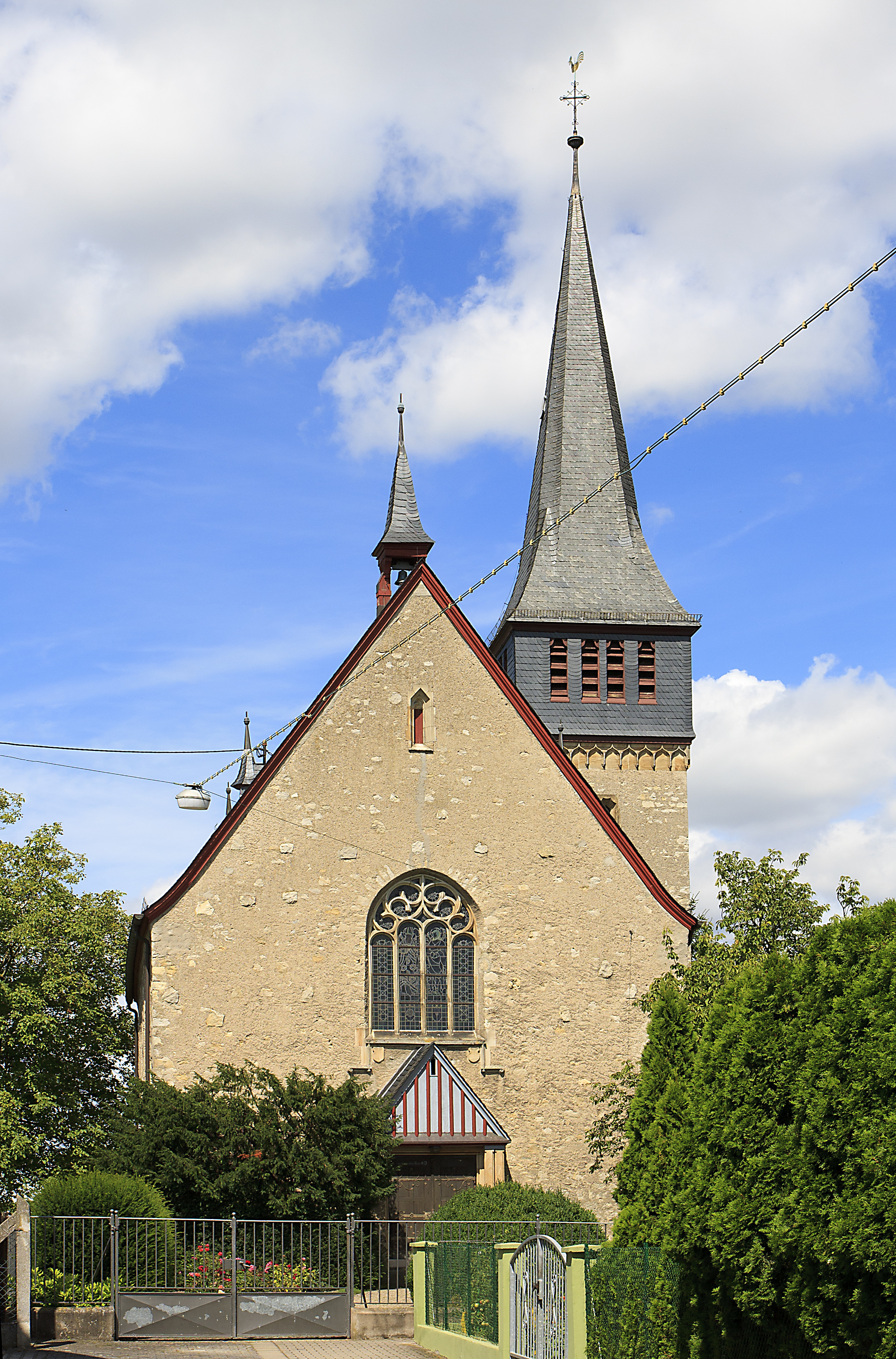
Außenansicht der Kirche Maria Himmelfahrt in Dexheim

Die Filialkirche Maria Himmelfahrt in Dexheim, einer Ortsgemeinde im Landkreis Mainz-Bingen in Rheinland-Pfalz, wurde 1912/13 nach Plänen von Ludwig Becker in neugotischem Stil erbaut und am 18. September 1913 durch Bischof Georg Heinrich Maria Kirstein geweiht.

## Kirchenbau
Die bestehende St.-Martins-Kirche des Ortes war nach dem Ende des Pfälzischen Erbfolgekrieges im Jahr 1707 im Rahmen der Pfälzischen Kirchenteilung durch Losentscheid der reformierten Mehrheit der Einwohner zugesprochen worden.
Daraufhin mussten die Dexheimer Katholiken mehr als 200 Jahre in die nahegelegene Niersteiner oder Oppenheimer Kirche gehen. Schließlich beantragte der Niersteiner Pfarrer Franz Wilhelm 1890 beim Bischöflichen Ordinariat in Mainz die Erneuerung der selbstständigen Kirchengemeinde in Dexheim. Die Errichtung eines Kirchenfonds erbrachte nach 22 Jahren einen Betrag, mit dem die Saalkirche begonnen werden konnte. Damals wohnten 210 Katholiken in Dexheim.
2013 beging die Kirchengemeinde Maria Himmelfahrt das hundertjährige Kirchweihfest ihrer denkmalgeschützten Kirche.